# Cuarentena postparto

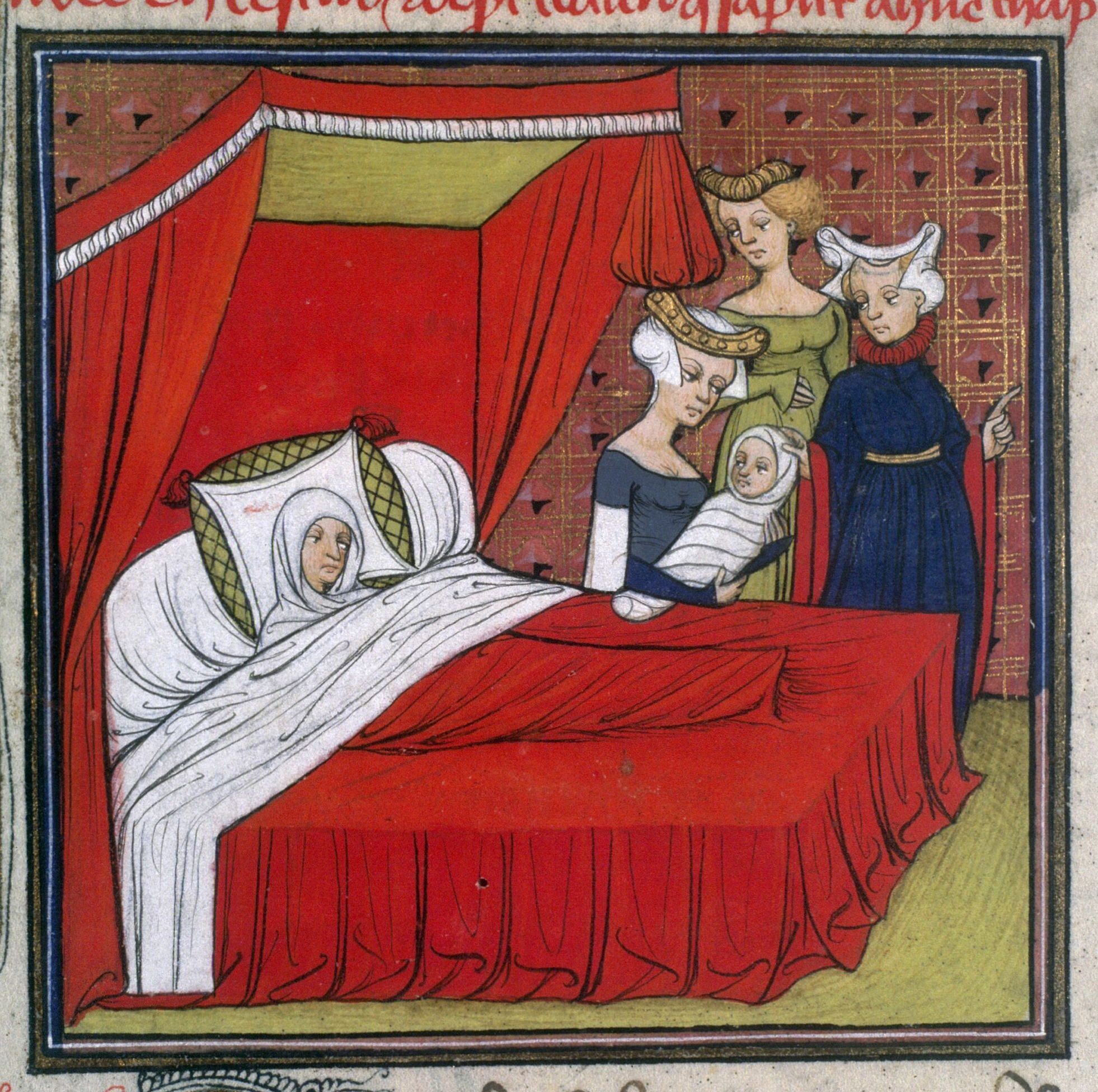
Isabel de Henao descansa tras haber dado a luz al futuro Luis VIII de Francia.

La cuarentena es el nombre de una práctica que se realiza tradicionalmente tras dar a luz. Quienes siguen esta tradición suelen empezar inmediatamente después del parto. La duración de la reclusión o del tratamiento específico varía entre culturas: normalmente dura desde un mes o 30 días, hasta 40 días, dos meses, o 100 días. Esta recuperación posparto puede incluir cuidados propios de  «creencias tradicionales sobre la salud, tabúes, rituales, y prohibiciones». La práctica suele estar relacionada con el reposo, y se centra en el descanso en cama. En algunas culturas puede estar conectado con tabúes relativos a la impureza después del parto.

## Información general

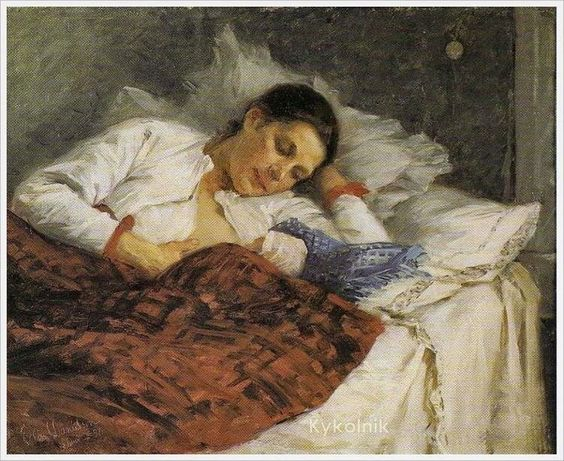
Una mamá y su recién nacido descansando en una cama.

La cuarentena afecta tanto a la madre como al bebé. Los bebés recién nacidos están tan poco desarrollados que algunos pediatras como Harvey Karp se refieren a los primeros tres meses como el cuarto trimestre. Las semanas de descanso durante las que la madre se recupera, también protegen al bebé mientras se adapta al mundo, a la vez que ambos se ajustan a la lactancia.
Casi todos los países tienen algún tipo de baja por maternidad. Muchos países animan a los hombres a coger algún permiso de paternidad, pero incluso en aquellos en que es obligado que el padre utilice parte del permiso (la cuota paterna) se reconoce que la madre necesita tiempo para recuperarse y lidiar con los cambios fisiológicos del posparto.
Un libro americano de 2016 describe las dificultades de documentar estas tradiciones de abuela universales pero afirma que como una cuerda dorada que conecta a las mujeres de una generación con la siguiente, la costumbre de cuidar a la nueva madre relevándola de responsabilidades y asegurándose de que descansa y come apropiadamente, se da en lugares muy distintos. Estas costumbres se han documentado en docenas de estudios académicos, y habitualmente incluyen el apoyo a la nueva madre (incluyendo el relevo de las tareas domésticas), descanso, alimentos especiales que comer (y alimentos que evitar), prácticas específicas de higiene, y formas de cuidar al recién nacido.

En 1955, Martha Wolfenstein y Margaret Mead escribieron que el periodo de posparto implicaba que una mujer puede ser cuidada y mimada sin sentirse incapaz o avergonzada. El informe de 2016 que las citó menciona costumbres de todo el mundo, desde tiempos bíblicos hasta la Grecia moderna: 
de los datos se desprende que aparentemente las mujeres se confinaban durante varios días después del parto, y la duración de este período de aislamiento variaba según la casta o el grupo étnico [en Nepal]. Se trata de un fenómeno observado en todo el mundo, incluso en la historia reciente de países de ingresos altos. La duración del tiempo de descanso o aislamiento de una mujer varía a través de diferentes países, y los principios en los que se basa este aislamiento (para sanar o por ser impura) también parecen ser muy diferentes. Tras el período de reclusión, a menudo se hace una ceremonia de purificación a las mujeres para aceptarlas de nuevo públicamente en la vida cotidiana. Los estudios apoyan el concepto de reposar – reposo en cama durante un periodo prolongado, un periodo de reclusión, ya que las mujeres necesitan descansar para sanar, a pesar de que también pueda significar que sean desatendidas.

## Efectos sobre la salud
Un meta-análisis de los estudios concluyó que hay pocas pruebas consistentes de que los confinamientos reduzcan la depresión posparto.

## Confinamiento posparto por región

### Asia

#### China

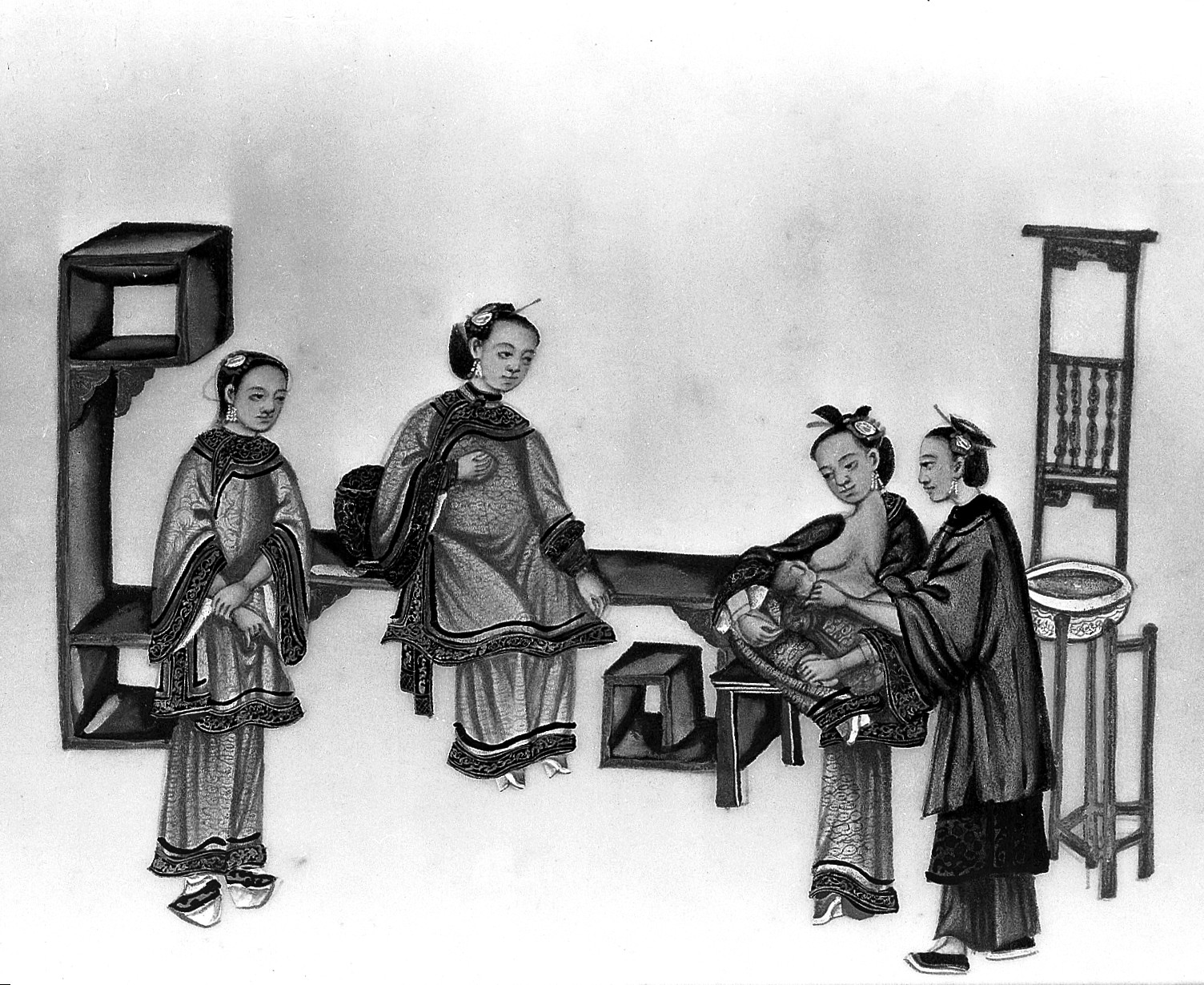
Una pintura china de una mujer amamantando su bebé, rodeada por ayudantes.

El confinamiento posparto está bien documentado en China, donde la costumbre es conocida como sentarse por un mes.
Sentarse por un mes: 坐月子 "Zuò yuè zi" en Mandarín o 坐月 "Co5 Jyut2" en Cantonés. Esta costumbre, documentada desde el año 960, se conoce como 'confinamiento' porque a las mujeres se les aconseja permanecer en casa para recuperarse del trauma del nacimiento y alimentar al bebé recién nacido. Se incluyen aspectos de la medicina tradicional china, con especial énfasis en comer alimentos que se consideran nutritivos para el cuerpo y que ayudan con la producción de leche materna. En Guangdong y regiones vecinas, a las nuevas madres se les prohíbe recibir visitas hasta que el bebé tenga 12 días de edad, cuando se celebran las Doce Mañanas (conocidas como  十二朝) Desde este día en adelante, las familias cantonesas con un nuevo bebé suelen compartir su alegría regalando comida, mientras que otras familias rinden homenaje a sus antepasados.
En la antigua China, algunas mujeres de ciertos grupos étnicos del sur volvían al trabajo justo después del parto, y se permitía que los hombres hicieran el confinamiento posparto en su lugar.
Otras culturas del este asiático tienen sus propias versiones de «sentarse por un mes», combinando comidas recomendadas con actividades prohibidas. Las mujeres japonesas lo conocen como «Sango no hidachi».

##### Hábitos cotidianos y prácticas de higiene personal
Durante el confinamiento, a las madres se les dice que no expongan su cuerpo a agentes físicos como el frío o el viento, ya que se dice que son perjudiciales para su recuperación. Concretamente, a las madres no se les solía permitir tener ningún contacto con el agua (por ejemplo, bañarse o lavarse el pelo), hacer ejercicio subiendo escaleras, leer libros, llorar, coser, o practicar sexo.
Hoy en día, sin embargo, las nuevas madres pueden lavarse el pelo, bañarse o ducharse con poca frecuencia durante el posparto, pero se sostiene que es importante secarse bien de inmediato con una toalla limpia y un secador para el pelo. También se dice que es importante que las mujeres se abriguen y expongan poca piel, ya que se cree que durante este periodo son más vulnerables y pueden coger un resfriado.

##### Alimentos especiales

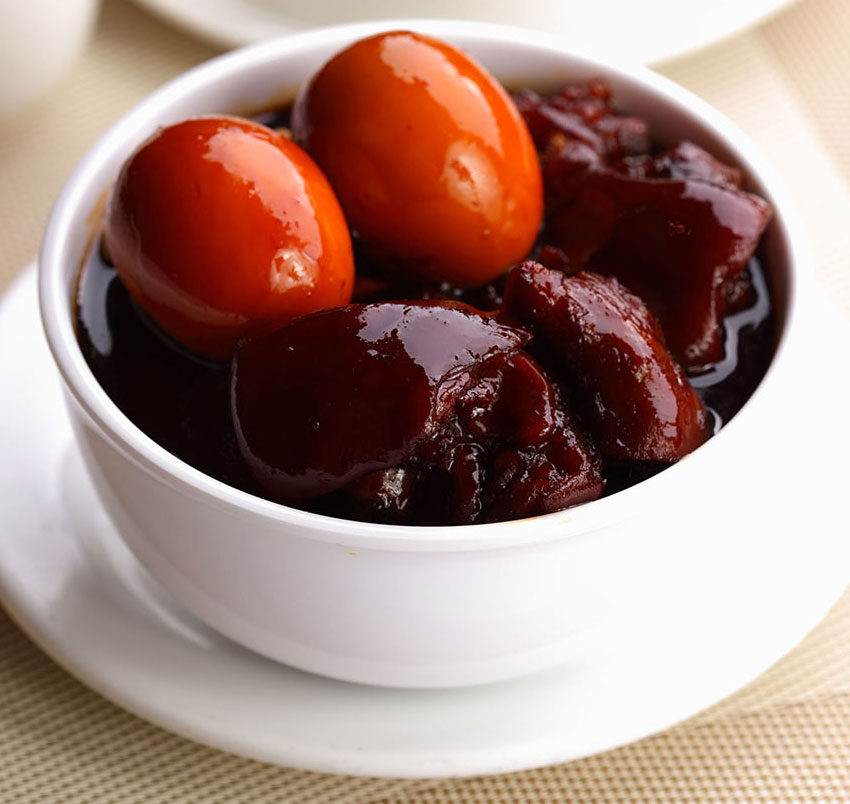
Codillo de cerdo con jengibre y vinagre negro

La costumbre del confinamiento aconseja a las nuevas madres elegir alimentos ricos en energía y proteínas para recuperar los niveles de energía, y ayudar a encoger el útero y a curar el perineo. Esto también es importante para la producción de leche materna. En ocasiones, las nuevas madres no empiezan a consumir alimentos especiales a base de hierbas hasta después de que se hayan expulsado los loquios.
Un plato común es el codillo de cerdo con jengibre y vinagre negro, debido a que se cree que el codillo de cerdo ayuda a recuperar los niveles de calcio en las mujeres. El jengibre se emplea en muchos platos, ya que se cree que puede eliminar el 'aire' acumulado en el cuerpo durante el embarazo. También es común comer sopas de carne para hidratar y aportar nutrientes extra. Aunque no está totalmente respaldado por evidencia científica, se dice, por ejemplo, que la sopa de pescado y papaya ayuda a producir leche.

#### El subcontinente indio
En la India se le llama jaappaa (también escrito japa); en Pakistán, sawa mahina («cinco semanas»).
La mayoría de los indios tradicionales siguen el período de confinamiento y recuperación de 40 días también conocido como  jaappa (en hindi). Siguen una dieta especial para facilitar la producción de leche y aumentar los niveles de hemoglobina. El sexo no está permitido durante este periodo. En la cultura hindú, el periodo después del parto se consideraba tradicionalmente un período de relativa impureza (asaucham), y un se recomendaba un período de confinamiento de 10-40 días (conocido como purudu) para la madre y el bebé. Durante este periodo, la madre estaba exenta de sus tareas domésticas habituales, así como de ritos religiosos. El padre se purificaba con un baño ritual antes de visitar a la madre confinada.
En caso de aborto, el período de impureza para ambos padres era de 24 horas. 
Muchas subculturas indias tienen sus propias tradiciones después del parto. Este período después del parto se llama Virdi (en marathi), dura 10 días y prohíbe acudir a la puja o al templo.
En Pakistán, la tradición posparto es conocida como Sawa Mahina (cinco semanas).

#### Irán
En la cultura persa se le llama chilla, cuarenta días.

#### Corea
Las mujeres coreanas pasan samchil-il (tres semanas, 21 días) en confinamiento y recibiendo sanhujori (cuidados posparto). En el pasado, durante el periodo samchil-il, se colgaba sobre la entrada un geumjul (cuerda tabú) hecho con saekki y varios objetos simbólicos como guindillas (para chico) y carbón (para chica), para indicar un nacimiento y el acceso restringido a las visitas.

#### Tailandia
Tailandia tiene varias costumbres. Tradicionalmente se animaba a las nuevas madres a acostarse en una cama cálida cerca del fuego durante 30 días, una práctica conocida como yu fai. Esto se ha adaptado a una forma de masaje tailandés. Kao krachome es un tipo de medicina de hierbas en la que se inhala el vapor de plantas hervidas. El Ya dong implica la ingesta de medicinas de hierbas. Los inmigrantes tailandeses en Suecia usan baños de vapor para sanar después del parto, aunque los ingredientes exactos no son fáciles de encontrar. Las tailandesas australianas que han parido mediante cesárea sintieron que no necesitaban -de hecho, que no debían- someterse a estos rituales.

### Europa

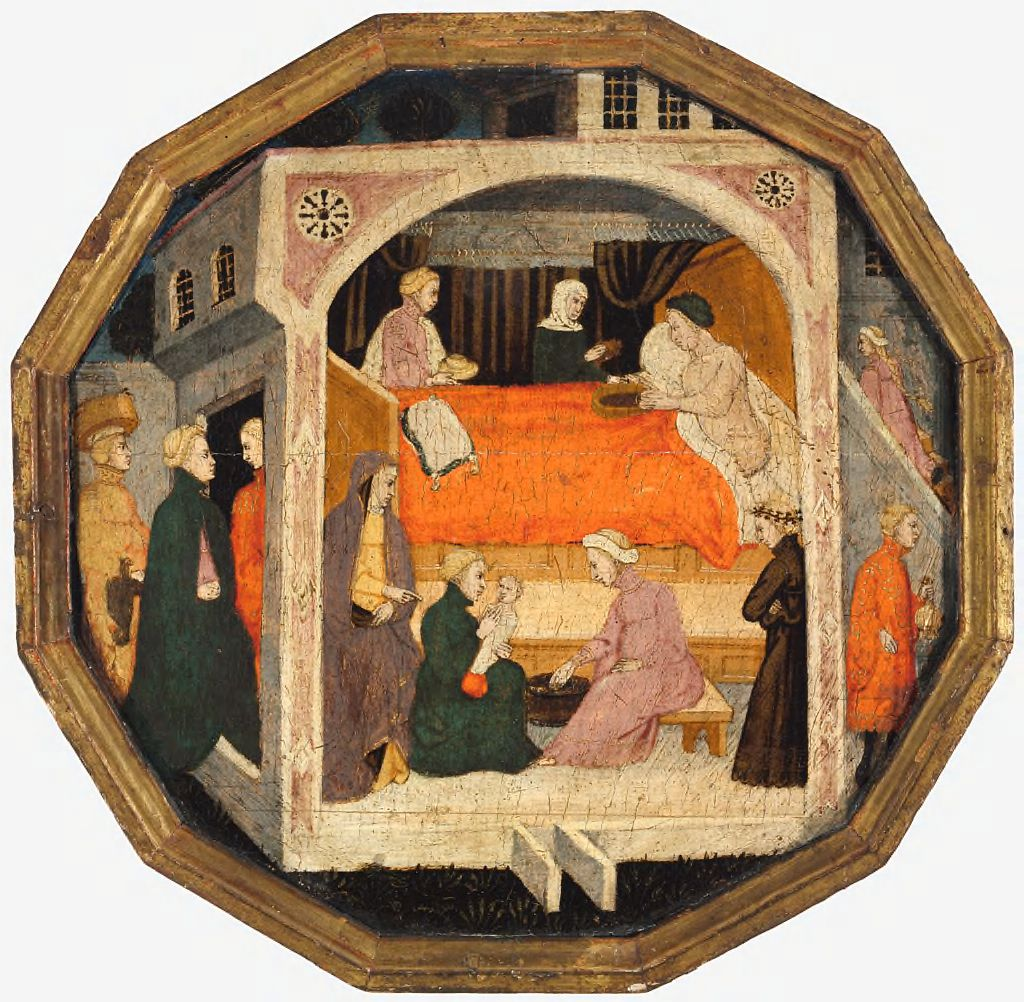

El término utilizado en inglés, hoy día pasado de moda o arcaico, se usaba para denominar a los hospitales de maternidad, por ejemplo, el Hospital General de Reposo de Londres. Una publicación canadiense de 1932 determina que el tiempo de reposo se extiende desde dos semanas hasta dos meses. Estas semanas terminaban con la reintroducción de la madre a la comunidad en una ceremonia cristiana en la iglesia para mujeres.
El reposo aparece en el arte cristiano, en particular en pinturas del nacimiento de Jesús. Uno de los regalos para la nueva madre en la Florencia del renacimiento era un desco da parto, un tipo especial de bandeja pintada. Un ejemplo equivalente en la cultura contemporánea sería el de las baby showers y los push presents.
Un ejemplo de alimento especial es el caudle, una bebida reconstituyente. Beber caudle se usaba como metáfora para referirse a las visitas sociales tras el parto.

### América

#### América Latina
En los países latinoamericanos se le llama cuarentena, es decir, cuarenta días (cognado de la palabra inglesa quarantine)
La cuarentena (literalmente, cuarenta días) se practica en algunas partes de América Latina, y entre las comunidades inmigrantes en los Estados Unidos. Se describe como un ritual familiar intergeneracional que facilita la adaptación a la maternidad», incluyendo algún cambio de rol paterno.

## Leer más
- The First Forty Days: The Essential Art of Nourishing the New Mother. By Heng Ou, 2016

- Zuo Yuezi: An American Mother's Guide to Chinese Postpartum Recovery. by Guang Ming Whitley